# Wang Trần
Wang Trần tên thật Trần Minh Quang, là một DJ hoạt động tại Việt Nam.
Tại Việt Nam anh đã đạt hầu như mọi giải thưởng trong nghề., bao gồm danh hiệu "DJ đắt show nhất Việt Nam". Wang Trần đã tham gia vào các chương trình truyền hình, các sự kiện và các buổi tiệc cũng như tổ chức và điều hành công ty riêng DJ DMC Sai Gon và từng biễu diễn tại Thái Lan, Singapore, Ukraina, Czech, Anh, Nga...

## Quá trình chơi nhạc
DJ Wang là tên gọi mà các DJ và bạn bè gọi Quang ngay từ những ngày đầu anh bước vào nghề.
Năm 2003, anh bắt đầu sự nghiệp của mình tại bar Corner, với Alan Tian là thầy dạy.
Năm 2009, anh tập hợp một nhóm những tài năng trẻ về mc, rapper, beatboxer, dancer, remixer, producer và thành lập DMC Saigon (Digital Music Century Saigon).
Ngày 25/5/2012 anh được website Thedjlist bầu chọn là DJ số 1 Việt Nam.

## Sự nghiệp
- Chương trình truyền hình trực tiếp: Cặp đôi hoàn hảo (vtv3), Việt Nam Got Talent (vtv3), The Voice (vtv3), Việt Nam Idol (vtv3), Bài hát yêu thích (vtv3), Album Vàng (htv7), Bài Hát Việt (vtv9), Trao Giải Cánh Diều Vàng (Htv9), Trao Giải Mai Vàng (Vtv), Mtv Viet Nam award 2011 (Mtv vietnam), Zing award 2011 - 2012 (Yantv), Việt Nam ngày mới (Htv1, Htv9), Vũ Điệu Xanh (Vtv6), Khát vọng trẻ 4 (Vtv4), Lung Linh Sắc Việt (Vtv1), Cuộc thi siêu mẫu (Vtv3), Ngôi Nhà Âm nhạc (Htv7), Độ Sức Âm nhạc (Htv7), Fashion Star (Vtv3) [cần dẫn nguồn], Duyên dáng Việt Nam, Hoa hậu Trái đất, Hoa hậu Thế giới Người Việt, The Voice, Cặp đôi hoàn hảo,[2] Bước Nhảy Hoàn Vũ.
- Cuộc thi Hoa hậu: Miss Vietnamese World, Miss Earth, Miss Dân tộc, Miss Teen, Miss Sport, Miss Chân Dài Lần 5-6-7.
- Countdown Party: ở Thành phố Hồ Chí Minh (Lê Duẩn), Hà Nội (Nhà hát Lớn)[8], Đà Nẵng (Quảng trường 2/9), Nha Trang (Quảng trường Trần Phú), Bình Dương (Khu đô thị mới) với hơn 50.000 người tham gia.
- Festival âm nhạc: "Blue Xmas" tại QT Trần Phú Nha Trang, "Sound fest " tại svđ Phú Thọ, "Bùng Nổ Tiệc Yo" tại svđ Hoa Lư, "Escape Party" tại Đảo Kim Cương, "Umbrella Party 2011" tại SECC, "Pool Party" tại Đầm Sen Water Park [9]
- Live show: " Hồ Ngọc Hà 2011", "Thu Minh 2013","Mỹ Tâm" tại Queen Hall.

## Thành tựu và giải thưởng
- Top 1 DJ Việt Nam được Thedjlist bầu chọn.
- Ban tổ chức cuộc thi “DJ tài năng 2010” do Pioneer tổ chức.
- Ban tổ chức cuộc thi “Pepsi DJ – Mix nhạc cực đã 2011” do PepsiCo tổ chức.
- Ban giám khảo cuộc thi Paradise dj Award 2012 do thương hiệu Denon tổ chức.
- Ban tổ chức cuộc thi “Vietnam DJ Battle 2012” do thương hiệu Pioneer tổ chức.
- Ban tổ chức cuộc thi "Vietnam Producer 2013" do diễn đàn dj Vn88 tổ chức.
- Ban tổ chức cuộc thi "Dám chinh phục ước mơ 2014" do Hennessy tổ chức.
- Đạo diễn âm nhạc game show: So You Think you can dance, Fashion Star, Đọ sức âm nhạc.

## Kỷ lục
- DJ đắt show nhất Việt Nam trong 5 năm liền (50 show diễn trong tháng 12, 8 show diễn trong 1 đêm countdown)
- Mức cát sê cao nhất là 5000usd/show motor show mercedes
- Set nhạc dài nhất 11 tiếng từ 4h chiều đến 3h sáng tại singer day quy nhơn
- Tour sinh viên lớn nhất tại 6 thành phố phục vụ cho 250.000 người
- Làm nhiều chương trình truyền hình trực tiếp nhất Việt Nam (hơn 20 tv show)
- Làm nhiều Festival âm nhạc lớn nhất Việt Nam (10 tỉnh thành phố lớn)
- Làm nhiều Cuộc thi Hoa hậu nhất Việt Nam (gần 10 cuộc cthi)
- Làm nhiều Brand nhất Việt Nam (gần 100 thương hiệu quốc tế)
- Làm nhiều Countdown nhất: Ha noi, Hcm, Danang, Nha Trang, Binh Duong

## Remix nhạc
Anh đã từng tham gia remix nhạc cho các ca sĩ:
- Thu Minh - Bay, Taxi, Đường Cong, Hot...
- Mỹ Tâm - Không Yêu Không Yêu, Cho một tình yêu
- Hồ Ngọc hà – Nhé Anh, Vị Ngọt Đôi môi
- Phương Thanh – Nào có ai biết, Kiêu Sa, Có ai biết, lời chưa nói, Vì em yêu anh…
- Mai Quốc Việt – Trống Vắng, mặt Trời bé con, Dáng em, Kiếp cầm ca...
- Dương Triệu Vũ - Căn Phòng Trống
- Trúc nhân - Bốn Chữ Lắm
- Noo - Chờ Ngày Mưa tan
- Bao Anh – Anh muốn em sống sao
- Văn Mai Hương - Nếu Như Ngày Anh Đến
- Lương Bích Hữu - Cún Yêu
- Don Nguyễn - Ox Number 1
- Thúy Khanh - Khi Người Yêu Lừa Dối
- Hằng Bing bong - Thu Cuối
- Thảo Trang idol, Phương Vy Idol, Thúy Uyên, Minh Huy, Maya...